# Sadudin Musabegović
Sadudin Musabegović (Prijepolje, 19. listopada 1939. – Sarajevo, 11. travnja 2014.), bosanskohercegovački teoretičar umjetnosti i redovni profesor na Univerzitetu u Sarajevu.
Osnovno i srednje obrazovanje završio je u svom rodnom mjestu. Studirao je i diplomirao na Filološkom i Filozofskom fakultetu u Beogradu, gdje je i magistrirao 1965. godine. Doktorirao je na Filozofskom fakultetu u Sarajevu. Bio je redovni profesor Estetike na Univerzitetu u Sarajevu i dekan Akademije likovnih umjetnosti u Sarajevu.
Bavio se i filmskom režijom. Za film Sutjeska snimio je 1972. godine kratkometražni film Soba. Bavi se i uređivačkim radom. Bio je glavni i odgovorni urednik časopisa Opredjeljenja, Odjeka, a odgovorni urednik Dijaloga. 
Za knjigu "Mimesis i konstrukcija" dobio je Šestoaprilsku nagradu grada Sarajeva i godišnju nagradu izdavačke kuće Veselin Masleša za nauku.
Umro je 11. travnja 2014. u Sarajevu.

## Djela
Pored brojnih tekstova, eseja i studija iz estetike, teorije umjetnosti i drštvene teorije objavio je i knjige:
- Planovi i sekvence (1976.),
- Mimesis i konstrukcija (1982.),
- Karta i teritorija ( 1995.),
- Žargon otpatka (1998.),
- Sliv i vir (2000.),
- Raz/lik/a/art (2005.),
- Rasuta kazivanja (2006.),
- Film kao vremenski oblik (2007.),
- Mimesis i konstrukcija (drugo izdanja) (2009.),
- U ključu kritike - Knjige Sadudina Musabegovića, priredio - Asaf Džanić (2011.).